# مونتاین مسا (کالیفرنیا)
مونتاین مسا (به انگلیسی: Mountain Mesa) یک منطقهٔ مسکونی در ایالات متحده آمریکا است که در شهرستان کرن، کالیفرنیا واقع شده‌است. مونتاین مسا ۲٫۱۵۲ کیلومتر مربع مساحت و ۷۷۷ نفر جمعیت دارد و ۸۰۵ متر بالاتر از سطح دریا واقع شده‌است.